# 指状许水蚤
指状许水蚤（学名：Schmackeria inopinus）为伪镖水蚤科许水蚤属的动物。分布于日本、俄罗斯以及中国大陆的广东、福建、浙江、江苏、上海、安徽、山东、河北、天津等地，多生活于淡水、咸淡水和低盐度海水中。